# Dimitris Haritopoulos
Dimitris Haritopoulos (nacido 14 de noviembre de 1983, en Alexandria, Grecia) es un jugador profesional de baloncesto griego. Actualmente milita en el Aris B.C. de la A1 Ethniki.

## Trayectoria
Haritopoulos ha jugado buena parte de su carrera deportiva en Grecia, donde fue campeón de la liga y la Copa, y también consiguió una FIBA Eurocup con el Aris Salónica BC. En su paso por la liga búlgara también triunfó, siendo campeón de liga y Copa. También ha sido internacional para su país.
Donde peor le fueron las cosas a nivel colectivo fue la temporada 2013-14, en el CB Valladolid. El conjunto de Ricard Casas perdió la categoría, aunque Haritopoulos fue uno de los referentes del equipo: jugó todos los partidos de la liga regular, haciendo un promedio de 11 puntos y 5 rebotes.
En agosto de 2014 llega a un acuerdo con el Bàsquet Manresa para jugar una temporada.
A mitad de temporada abandona el equipo catalán y ficha por el PAOK. Para la temporada 2015-16 juega en el Koroivos BC.

## Palmarés
- 2002. Grecia. Europeo Sub-20, en Lituania. Oro
- 2002-03. Aris Salónica BC (Grecia). HEBA. Subcampeón
- 2002-03. Aris Salónica BC (Grecia). FIBA Eurocup. Campeón
- 2003-04. Aris Salónica BC (Grecia). Copa. Campeón
- 2004-05. Aris Salónica BC (Grecia). HEBA. Subcampeón
- 2005. Grecia. Juegos del Mediterráneo, en Almería. Plata
- 2005-06. Aris Salónica BC (Grecia). ULEB Cup. Subcampeón
- 2012-13. PBC Lukoil Academic (Bulgaria). Copa. Campeón
- 2012-13. PBC Lukoil Academic (Bulgaria). NBL. Campeón